# Dasypogon copreus
Dasypogon copreus är en tvåvingeart som beskrevs av Walker 1849. Dasypogon copreus ingår i släktet Dasypogon och familjen rovflugor. Inga underarter finns listade i Catalogue of Life.